# Сент-Андре-ан-Виваре
Сент-Андре́-ан-Виваре́ (фр. Saint-André-en-Vivarais, окс. Sant Andrieu de Vivarès) — коммуна во Франции, находится в регионе Рона — Альпы. Департамент коммуны — Ардеш. Входит в состав кантона Сент-Агрев. Округ коммуны — Турнон-сюр-Рон.
Код INSEE коммуны — 07212.

## Население
Население коммуны на 2008 год составляло 230 человек.
| 1962 | 1968 | 1975 | 1982 | 1990 | 1999 | 2008 |
| ---- | ---- | ---- | ---- | ---- | ---- | ---- |
| 485  | 408  | 319  | 255  | 213  | 235  | 230  |

## Экономика
В 2007 году среди 143 человек в трудоспособном возрасте (15—64 лет) 107 были экономически активными, 36 — неактивными (показатель активности — 74,8 %, в 1999 году было 65,7 %). Из 107 активных работали 93 человека (57 мужчин и 36 женщин), безработных было 14 (4 мужчины и 10 женщин). Среди 36 неактивных 15 человек были учениками или студентами, 11 — пенсионерами, 10 были неактивными по другим причинам.

## Достопримечательности
- Военный мемориал (напротив церкви)
- Музей Беаты
- Замок Монтивер[фр.], исторический памятник с 12 октября 2007 года[2]
- Замок Бом